# القرن (حالمين)

تعديل مصدري - تعديل

القرن هي إحدى قرى عزلة حبيل الريدة بمديرية حالمين التابعة لمحافظة لحج، بلغ تعداد سكانها 214 نسمة حسب تعداد اليمن لعام 2004.